# Fongueusemare
Fongueusemare est une commune française située dans le département de la Seine-Maritime en région Normandie.

## Géographie

### Localisation
| Les Loges  | Gerville      | Maniquerville         |
|            | Fongueusemare | Sausseuzemare-en-Caux |
| Cuverville | Écrainville   |                       |

### Hydrographie
La commune est située dans le bassin Seine-Normandie. Elle n'est drainée par aucun cours d'eau,. Néanmoins un plan d'eau est présent sur le territoire communal : la mare aux Saules (0,02 ha),.

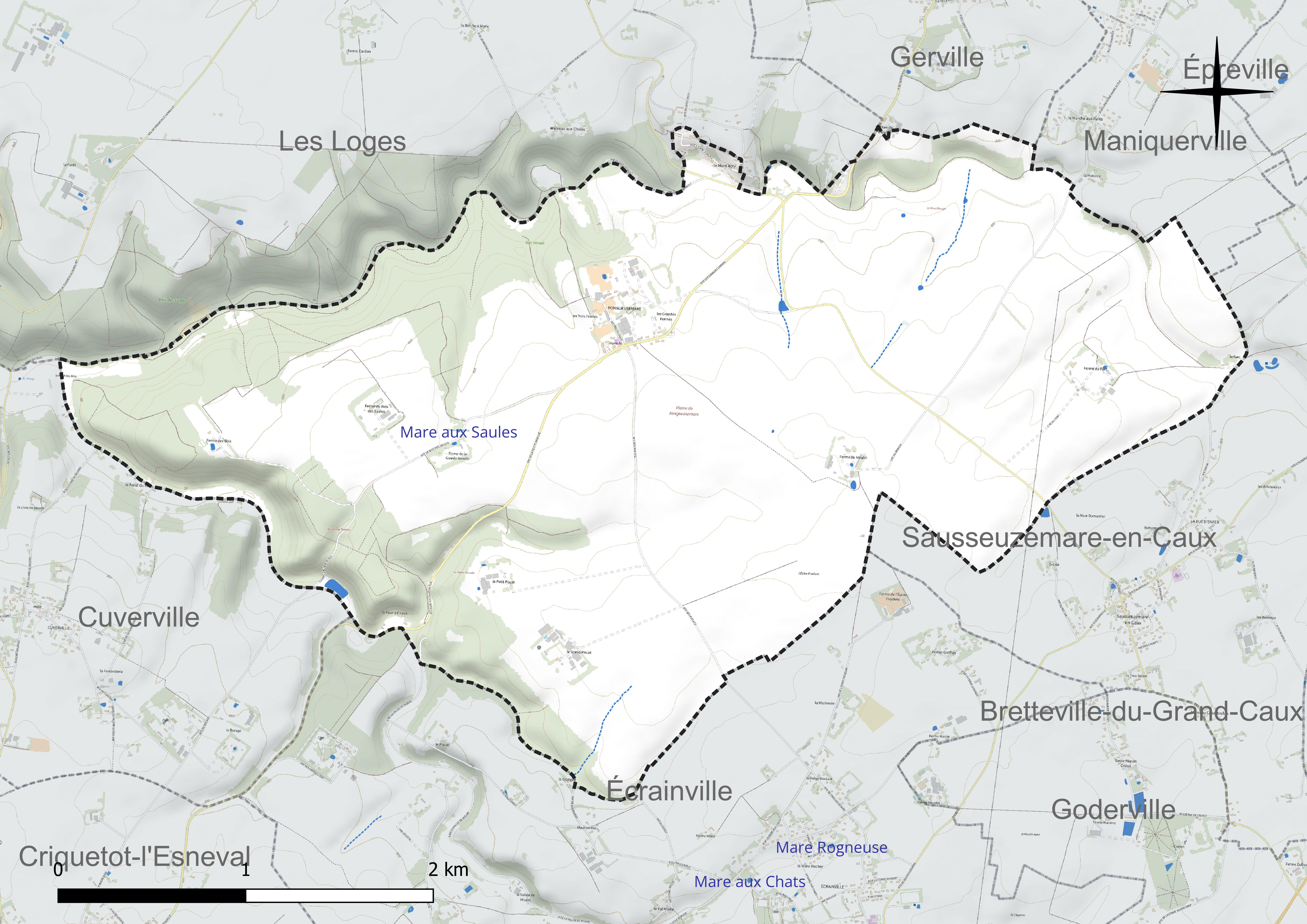
Réseau hydrographique de Fongueusemare.

### Climat
Pour des articles plus généraux, voir Climat de la Normandie et Climat de la Seine-Maritime.
En 2010, le climat de la commune est de type climat océanique franc, selon une étude du CNRS s'appuyant sur une série de données couvrant la période 1971-2000. En 2020, Météo-France publie une typologie des climats de la France métropolitaine dans laquelle la commune est exposée à un climat océanique et est dans la région climatique Côtes de la Manche orientale, caractérisée par un faible ensoleillement (1 550 h/an) ; forte humidité de l’air (plus de 20 h/jour avec humidité relative > 80 % en hiver), vents forts fréquents. Parallèlement le GIEC normand, un groupe régional d’experts sur le climat, différencie quant à lui, dans une étude de 2020, trois grands types de climats pour la région Normandie, nuancés à une échelle plus fine par les facteurs géographiques locaux. La commune est, selon ce zonage, exposée à un « climat maritime », correspondant au Pays de Caux, frais, humide et pluvieux, légèrement plus frais que dans le Cotentin.
Pour la période 1971-2000, la température annuelle moyenne est de 10,3 °C, avec une amplitude thermique annuelle de 13,1 °C. Le cumul annuel moyen de précipitations est de 971 mm, avec 13,4 jours de précipitations en janvier et 8,7 jours en juillet. Pour la période 1991-2020, la température moyenne annuelle observée sur la station météorologique la plus proche, située sur la commune de Octeville-sur-Mer à 19 km à vol d'oiseau, est de 11,5 °C et le cumul annuel moyen de précipitations est de 790,7 mm,. Pour l'avenir, les paramètres climatiques de la commune estimés pour 2050 selon différents scénarios d’émission de gaz à effet de serre sont consultables sur un site dédié publié par Météo-France en novembre 2022.

## Urbanisme

### Typologie
Au 1er janvier 2024, Fongueusemare est catégorisée commune rurale à habitat dispersé, selon la nouvelle grille communale de densité à sept niveaux définie par l'Insee en 2022.
Elle est située hors unité urbaine. Par ailleurs la commune fait partie de l'aire d'attraction du Havre, dont elle est une commune de la couronne,. Cette aire, qui regroupe 116 communes, est catégorisée dans les aires de 200 000 à moins de 700 000 habitants,.

### Occupation des sols
L'occupation des sols de la commune, telle qu'elle ressort de la base de données européenne d’occupation biophysique des sols Corine Land Cover (CLC), est marquée par l'importance des territoires agricoles (78,9 % en 2018), une proportion identique à celle de 1990 (78,9 %). La répartition détaillée en 2018 est la suivante :
terres arables (68,7 %), forêts (21,1 %), prairies (8 %), zones agricoles hétérogènes (2,2 %). L'évolution de l’occupation des sols de la commune et de ses infrastructures peut être observée sur les différentes représentations cartographiques du territoire : la carte de Cassini (XVIIIe siècle), la carte d'état-major (1820-1866) et les cartes ou photos aériennes de l'IGN pour la période actuelle (1950 à aujourd'hui).

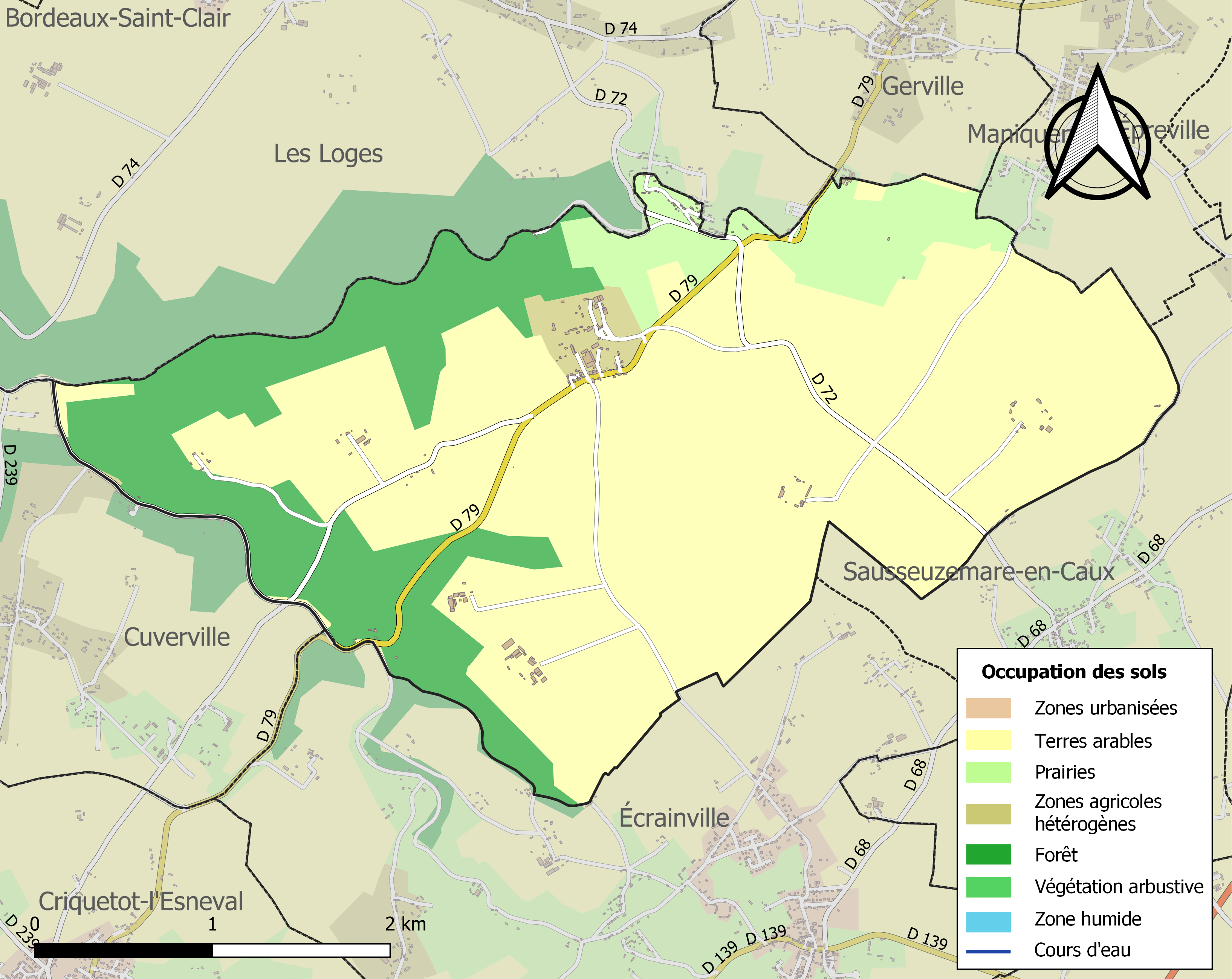
Carte des infrastructures et de l'occupation des sols de la commune en 2018 (CLC).

## Toponymie
Le nom « Fanguosemare » a été cité pour la première fois en 1252 : il signifie « la mare fangeuse ».

## Histoire
Ce village a été fondé vers 1154 par les moines du Valasse, à partir de quatre fermes.
En 1674, le duc de Saint-Aignan, gouverneur du Havre, passa en revue 12 000 hommes armés au camp de l'Épine-Froidure.
L'église paroissiale disparut à la Révolution.
En 1849, des vestiges romains sont retrouvés dans les bois, avec des tuiles, des poteries et des meules à broyer.

## Politique et administration
| Période                                  | Période                    | Identité           | Étiquette | Qualité      |
| ---------------------------------------- | -------------------------- | ------------------ | --------- | ------------ |
| Les données manquantes sont à compléter. |                            |                    |           |              |
| 1965                                     | 2008                       | Gérard Leforestier |           | Agriculteur  |
| mars 2008                                | mai 2020                   | Georges Chédru     |           |              |
| mai 2020                                 | En cours (au 10 août 2020) | Valérie Petit      |           | Agricultrice |

## Démographie
L'évolution du nombre d'habitants est connue à travers les recensements de la population effectués dans la commune depuis 1793. Pour les communes de moins de 10 000 habitants, une enquête de recensement portant sur toute la population est réalisée tous les cinq ans, les populations de référence des années intermédiaires étant quant à elles estimées par interpolation ou extrapolation. Pour la commune, le premier recensement exhaustif entrant dans le cadre du nouveau dispositif a été réalisé en 2004.

En 2022, la commune comptait 176 habitants, en évolution de −7,37 % par rapport à 2016 (Seine-Maritime : +0,35 %, France hors Mayotte : +2,11 %).
| 1793 | 1800 | 1806 | 1821 | 1831 | 1836 | 1841 | 1846 | 1851 |
| ---- | ---- | ---- | ---- | ---- | ---- | ---- | ---- | ---- |
| 85   | 94   | 95   | 57   | 205  | 240  | 231  | 210  | 220  |

| 1856 | 1861 | 1866 | 1872 | 1876 | 1881 | 1886 | 1891 | 1896 |
| ---- | ---- | ---- | ---- | ---- | ---- | ---- | ---- | ---- |
| 220  | 245  | 265  | 272  | 241  | 243  | 267  | 254  | 259  |

| 1901 | 1906 | 1911 | 1921 | 1926 | 1931 | 1936 | 1946 | 1954 |
| ---- | ---- | ---- | ---- | ---- | ---- | ---- | ---- | ---- |
| 216  | 221  | 213  | 226  | 217  | 210  | 234  | 225  | 203  |

| 1962 | 1968 | 1975 | 1982 | 1990 | 1999 | 2004 | 2006 | 2009 |
| ---- | ---- | ---- | ---- | ---- | ---- | ---- | ---- | ---- |
| 201  | 162  | 156  | 160  | 170  | 170  | 188  | 191  | 186  |

| 2014 | 2019 | 2022 | - | - | - | - | - | - |
| ---- | ---- | ---- | - | - | - | - | - | - |
| 190  | 185  | 176  | - | - | - | - | - | - |

## Culture locale et patrimoine

### Lieux et monuments

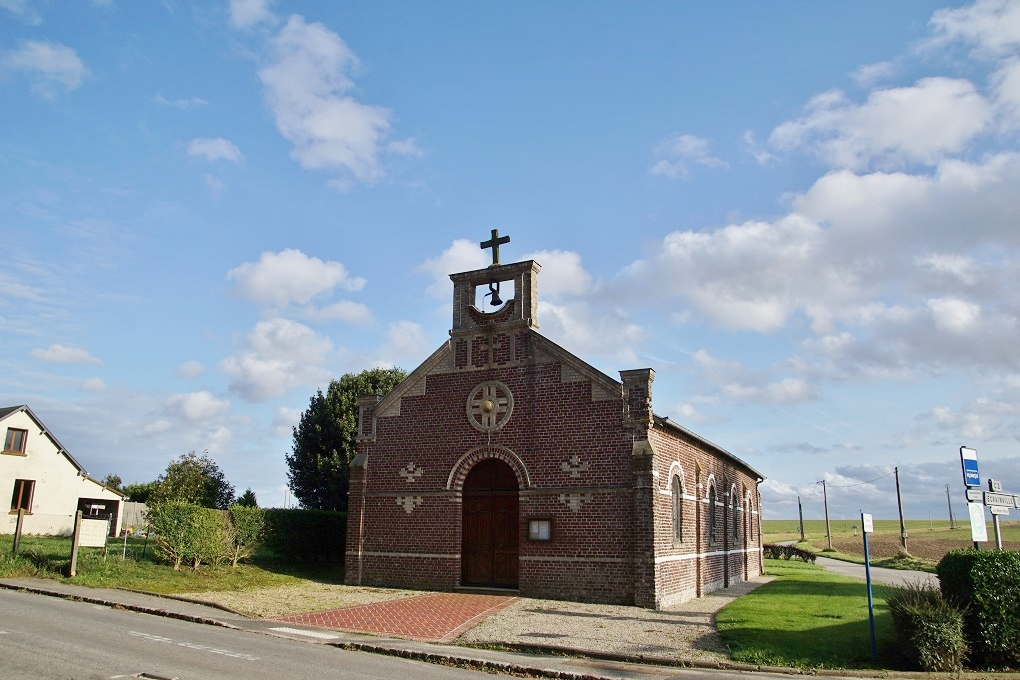
L'église de Fongueusemare.

- La chapelle Sainte-Thérèse a été bâtie en 1927. Elle est décorée de vitraux retraçant la vie de sainte Thérèse de Lisieux.

### Personnalités liées à la commune
- André Gide se promenait souvent dans ce village, en quête d'inspiration. C'est à Fongueusemare que se déroule une bonne partie de l'intrigue du roman La Porte étroite.

### Héraldique
| Armes de Fongueusemare | Les armes de la commune de Fongueusemare se blasonnent ainsi : D'azur aux deux crosse d’abbé d’argent passées en sautoir, cantonnées en chef d’une gerbe liée de trois épis de blé, aux flancs et en pointe de trois pignons de granges dîmières, le tout d’or. |